# Дэвис, Бриттон
Бриттон Дэвис (англ. Бриттон Дэвис; 4 июня 1860 — 23 января 1930) — офицер армии США, участник войн с апачами. В 1884 году сыграл важную роль в капитуляции многих лидеров апачей, включая Джеронимо, позднее написал множество заметок о своей службе и языке апачей.

## Биография

### Ранние годы
Бриттон Дэвис родился в 1860 году в Браунсвилле, в семье судьи и политика Эдмунда Дэвиса и Форбс Бриттон. В 1881 году закончил Военную академию США и в июне того же года был направлен на службу в форт Ди-Эй-Рассел, Территория Вайоминг, в качестве второго лейтенанта эскадрона L 3-го кавалерийского полка.
Весной 1882 года Дэвис был переведён в Аризону, где Джордж Крук назначил его руководить ротами B и E скаутов апачей и исполнять обязанности помощника квартирмейстера. На следующий год генерал отправил Дэвиса с ротой апачских скаутов на юг, к Американо-мексиканской границе, чтобы попытаться установить контакт с оставшимися на свободе чирикауа. В конце 1883 года сдались более 130 индейцев во главе с Чиуауа, но Джеронимо среди них не было. Дэвис продолжал ожидать остальных апачей, пока 7 февраля 1884 году не появился сначала Чато, а затем и Джеронимо со своими людьми.

### В Сан-Карлосе
После капитуляции чирикауа Крук назначил Дэвиса управлять ими и быть помощником начальника штаба в индейской резервации Сан-Карлос. Лейтенант прекрасно сознавал всю сложность перехода индейцев от кочевого образа жизни к оседлому и пытаясь хоть чем-то облегчить этот процесс, хотел сделать апачей скотоводами, так как был наслышан об успехе навахо в овцеводстве. Но чиновники из Бюро по делам индейцев не поддержали его инициативу — они стремились сделать всех индейцев фермерами.
В августе 1884 года напряжённость в резервации возросла. Крук запретил апачам варить и пить тисвин, кукурузное пиво, а также объявил, что воины не имеют права наказывать своих жён. Многие чирикауа были возмущены решением генерала, так как знали, что солдатам разрешалось употреблять виски и получалось, что запрет касался лишь индейцев. Дэвис был вынужден арестовать Кайятенну, одного из мятежников, но это только не успокоило апачей. В декабре 1884 года индейский агент резервации Уилкокс был освобождён от должности и заменён агентом Фордом, человеком, который мало что знал вообще об индейцах. Между ним и Эмметом Кроуфордом сразу начались трения. Видя разногласия между военными и агентом, апачи пользовались этим. Впоследствии, по мнению Дэвиса, разделение власти и трения между белыми в Сан-Карлосе явились причинами бунта. Утром 15 мая 1885 года к палатке Дэвиса пришли лидеры и воины чирикауа, потребовавшие снять запреты Крука. Лейтенант попытался связаться с генералом, но тот отсутствовал в своей штаб-квартире. Ночью 17 мая 42 воина, включая Джеронимо и Нану, и около 100 женщин и детей бежали из резервации. Узнав о побеге, Дэвис попытался связаться с агентством, чтобы вызвать подкрепление, но повреждения телеграфной линии не позволили ему этого сделать. Тогда лейтенант обратился в Форт-Апачи и собрал скаутов, но время уже было потеряно — беглецы преодолели уже более 32 км. Дэвис, вместе с Элом Сибером и индейскими скаутами, бросился в погоню и преследовал беглецов в Мексику в горы Сьерра-Мадре, но безуспешно. 

### Поздние годы
1 июня 1886 года он уволился из армии, после чего стал управляющим горнодобывающей и скотоводческой компании в Чиуауа. Значительно разбогател, но в результате Мексиканской революции всё потерял. С 1912 года занимался фермерством в штате Нью-Йорк, затем продал ферму и в 1924 году перебрался в Сан-Диего. О своём опыте общения с апачами написал книгу «Правда о Джеронимо», которая была опубликована после его смерти. Был дважды женат, имел двух сыновей и дочь. Бриттон Дэвис умер в Сан-Диего 23 января 1930 года.

## Образ в кино
В 1993 году режиссёр Уолтер Хилл снял кинофильм «Джеронимо: Американская легенда», в котором роль Бриттона Дэвиса исполняет Мэтт Деймон.